# Beatificación de Tarragona
La beatificación de Tarragona es el nombre con que se conoce la ceremonia de beatificación de 522 mártires del siglo XX que se celebró en el Complejo Educativo de Tarragona el 13 de octubre de 2013. Fue la beatificación más numerosa de la historia de la Iglesia católica, la cual considera que los beatificados son mártires cristianos porque sufrieron la muerte por el hecho de defender su fe en Jesucristo. Los sitúa históricamente en la persecución religiosa de los años 1930, porque algunos fueron asesinados antes del inicio de la Guerra Civil Española —como los de Oviedo de 1932—. La Iglesia católica instituyó el día 6 de noviembre para recordar cada año a estos mártires.
Más de 20 000 peregrinos asistieron al acto central, que consistió en la ceremonia de beatificación y una misa, y que contó con un mensaje del papa Francisco, una homilía a cargo del cardenal Angelo Amato y unas palabras del cardenal Antonio María Rouco Varela. El día antes se celebraron unas vísperas solemnes en la Catedral de Tarragona y se representó La Pasión de San Fructuoso en la Tarraco Arena Plaza. Entre otros actos previos, también hubo conferencias como la de Andrea Riccardi, fundador de la Comunidad de San Egidio, y exposiciones en el seminario, en el Museo Bíblico y en el Muelle de Costa de Tarragona.
Antes del evento, las declaraciones públicas tanto de los favorables como de los detractores reclamaron su no politización, y en el acto no hubo banderas ni otros símbolos políticos. Los críticos iban a promover una concentración que reunió a cientos de personas para pedir que la Iglesia pidiera perdón por la connivencia de algunos obispos con el poder político durante la dictadura, un gesto que días después hicieron el arzobispo de Tarragona, Jaume Pujol i Balcells, el abad de Montserrat, Josep Maria Soler i Canals y el cardenal arzobispo de Barcelona, Lluís Martínez Sistach.

## Convocatoria
La Conferencia Episcopal Española escogió Tarragona porque en esta ciudad es donde «se conserva la tradición de los primeros mártires», ya que «en el anfiteatro romano el año 259, dieron su vida por Cristo el obispo san Fructuoso y sus diáconos san Eulogio y san Augurio. También se debe tener en cuenta que la lista de mártires se divide en causas, y que la más numerosa y primera en presentarse fue la de Tarragona», comenzada a tramitar el 18 de abril de 1952 bajo la presidencia del cardenal Benjamín de Arriba y Castro. Recibió el visto bueno de Benedicto XVI el 28 de junio de 2012, cuando firmó el decreto de martirio del obispo Manuel Borràs Ferré, obispo auxiliar de Tarragona, y 146 compañeros mártires, junto con decretos de martirio de otras causas de la persecución religiosa que se vivió en España entre 1934 y 1939. El logotipo oficial, elaborado por la Conferencia Episcopal Española, dice que fueron «mártires del siglo XX en España», aunque entre los beatos haya tres franceses, un colombiano, un cubano, un filipino y un portugués.

## Desarrollo

### Acto central

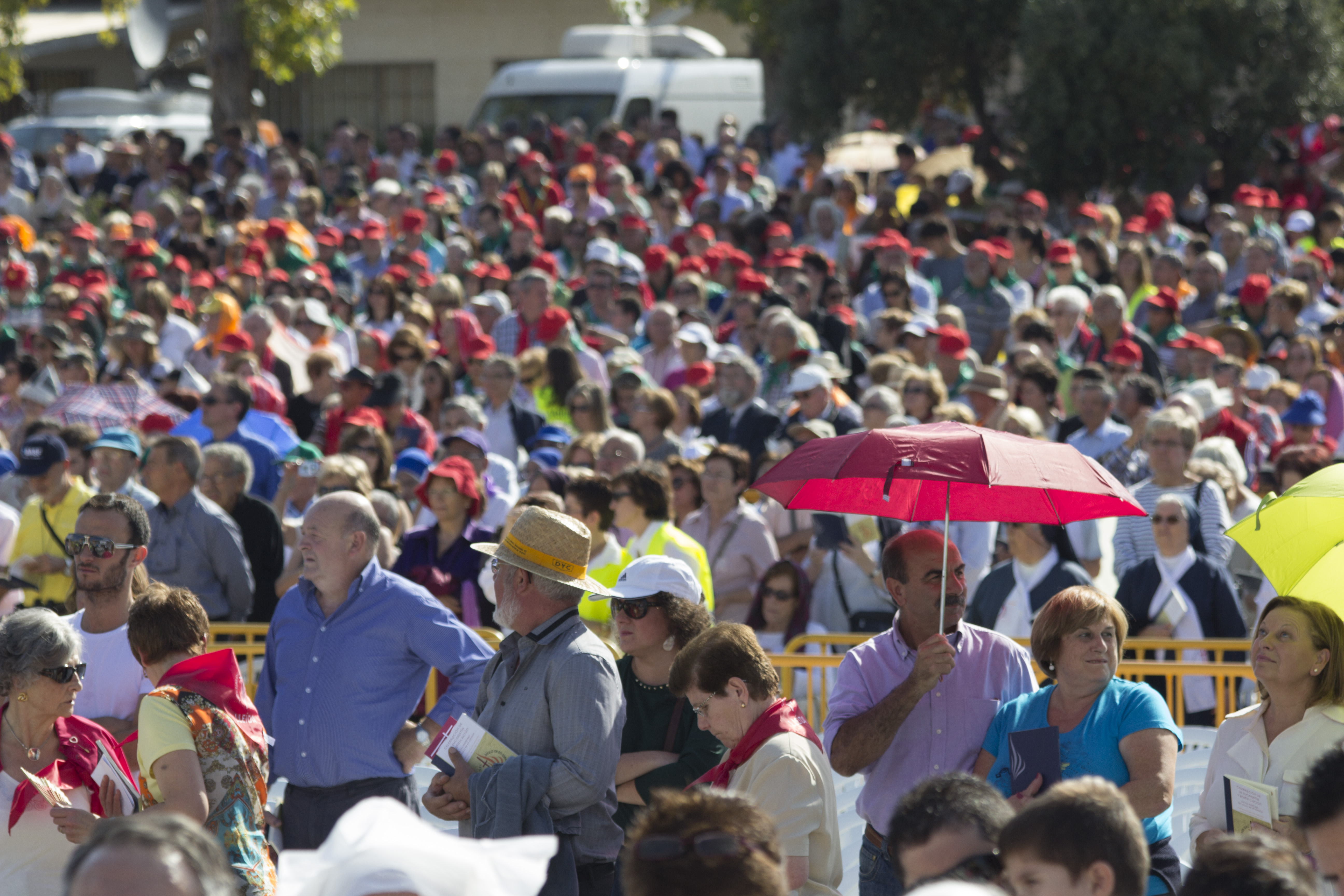
Decenas de miles de personas participaron en la beatificación de 522 mártires, que se celebró al aire libre.

El acto central consistió en la ceremonia de beatificación y una misa, y contó con la presentacia del arzobispo Jaume Pujol i Balcells, un mensaje del papa Francisco, una homilía del cardenal Angelo Amato y unas palabras del cardenal Antonio María Rouco Varela. Se celebró el domingo 13 de octubre a las 12 del mediodía en el Complejo Educativo, conocido también como la antigua Universidad Laboral, en las afueras de la ciudad. Comenzó con una conexión televisada desde Roma que se siguió mediante pantallas gigantes, en la que el papa Francisco saludó a los asistentes al acto. Dijo que los mártires habían sido «cristianos hasta el final» y pidió a los católicos que siguieran su ejemplo. Alrededor del altar, situado frente a una estructura de 20 x 13 m con las fotos de todos los mártires —que se descubrieron cuando fueron proclamados beatos—, se desarrolló la ceremonia religiosa, que duró dos horas y fue presidida por el cardenal Angelo Amato, prefecto de la Congregación para las Causas de los Santos, que representó al papa Francisco en la beatificación. En la homilía, Amato dijo que los mártires «fueron víctimas de una radical persecución religiosa que se proponía el exterminio de la Iglesia», y añadió que «eran hermanos que no tenían armas, no estaban en el frente ni apoyaban a ningún partido, no eran provocadores». Por su parte, el cardenal arzobispo de Madrid, Antonio María Rouco Varela, agradeció la presencia de los 104 obispos y, muy especialmente, del «delicado gesto del Patriarca de Moscú, que con su presencia a través de dos representantes, ponía de relieve el nuevo camino ecuménico abierto por los mártires del siglo XX».
Los compositores Kuzma Bodrov, Carlos Criado, Rubén Díez y Pedro Vilarroig prepararon la música que se escuchó durante la celebración, que se presentó el 9 de septiembre de 2013, y que interpretó la Orquesta sinfónica y Coro de la Jornada Mundial de la Juventud de Madrid. La Escolanía de Montserrat y el Coro de los Amigos de la Catedral de Tarragona fueron los encargados de los cantos, como el Virolai, que se cantó al final de la ceremonia.

### Actos previos

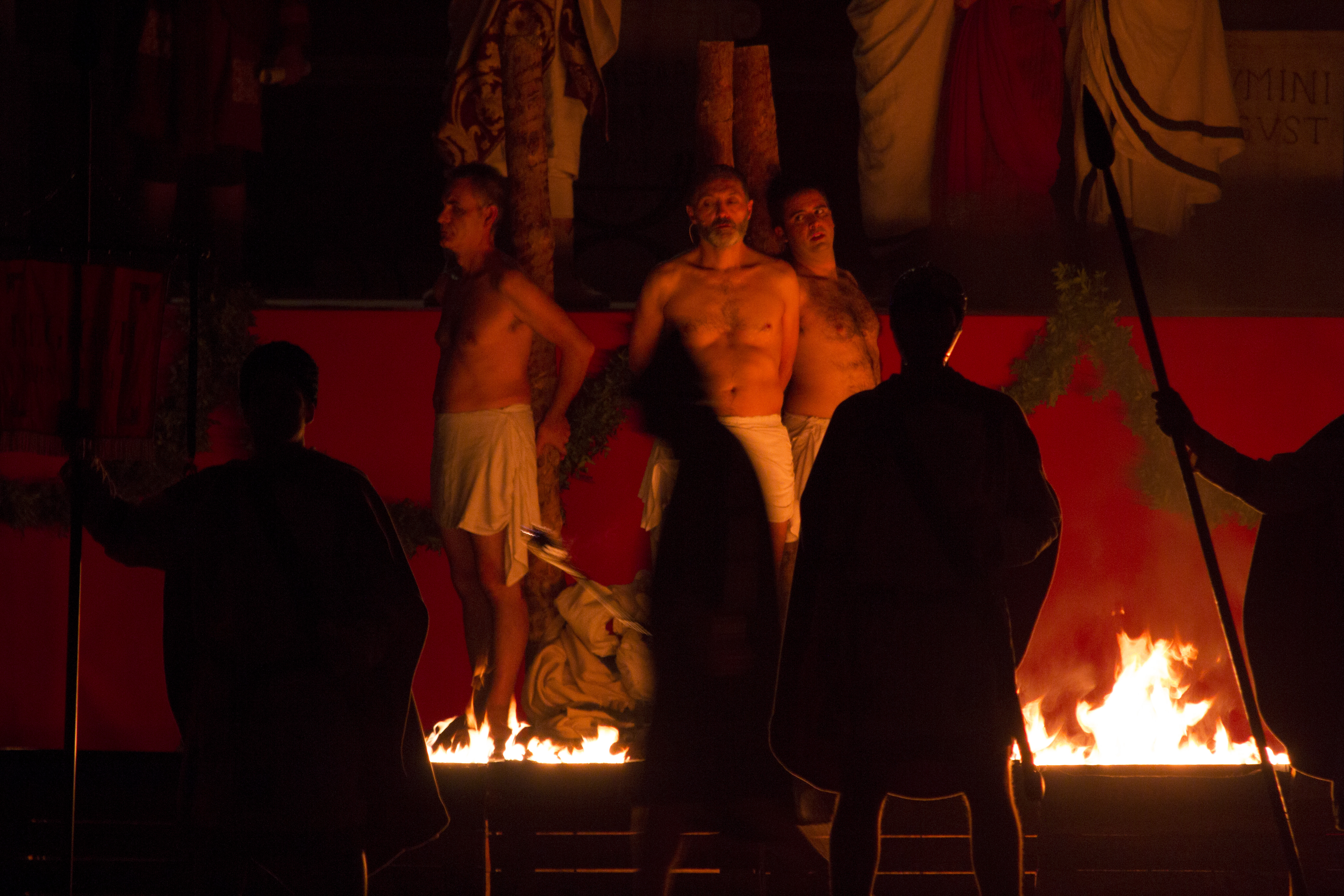
Representación de La Pasión de San Fructuoso, que tuvo lugar el día antes de la beatificación de Tarragona por la noche, en el Tarraco Arena Plaza: momento en que los guardias acaban de encender el fuego del martirio de san Fructuoso.

El día antes se celebraron diversos actos que tenían relación con la beatificación. El primero de los actos oficiales convocados eran unas vísperas solemnes en la Catedral de Tarragona, el sábado 12 de octubre a las 19 h. Durante el sábado los diversos grupos de peregrinos llevaron a cabo actos y celebraciones diversas. El sábado 12 de octubre se representó La Pasión de San Fructuoso y de los mártires del siglo XX a las 18:30 h y a las 22 h en el Tarraco Arena Plaza. En la última representación estuvieron presentes todos los obispos que al día siguiente asistieron a la beatificación.
Los días 8 y 9 de octubre se celebraron las conferencias de Encarnación González, directora de la Oficina para la Causa de los Santos de la Conferencia Episcopal Española, y Andrea Riccardi, exministro para la Integración y Cooperación Internacional de Italia y fundador de la Comunidad de San Egidio. Riccardi reivindicó el papel de los mártires en la sociedad actual y lamentó que «en el siglo de los derechos humanos se ocultan el martirio y la persecución». También se celebraron varias exposiciones: sobre la Iglesia en Tarragona (1936-1939) en el seminario; Testigos de la fe hoy, en la ermita de San Magín; Cristianos perseguidos, en el seminario; El mundo en femenino, en el Museo Bíblico; Compostela, en el seminario; y la Semana Santa de Tarragona, en el Refugio 1 del Muelle de Costa. También se potenciaron diversas rutas, como la de Reus modernista, la Tarragona romana o la Ruta del Císter.

## Organización

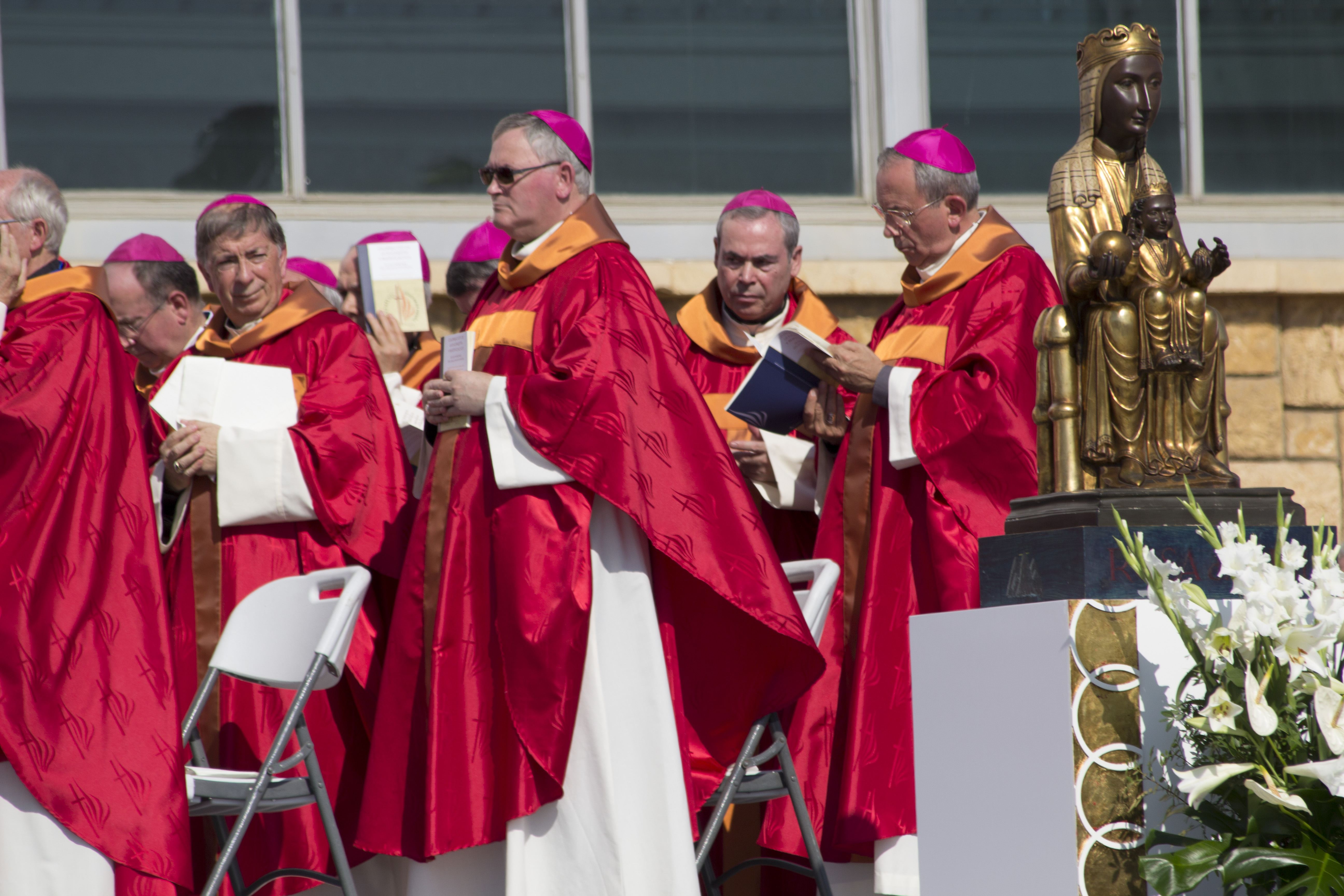
Una imagen de la Virgen de Montserrat estuvo presente durante todo el acto de beatificación de 522 mártires que se celebró en Tarragona el 13 de octubre de 2013.

Al acto central asistieron más de 20 000 peregrinos, que se sumaron a los 104 obispos, 1.386 sacerdotes, 2.700 religiosos y casi 4 000 familiares de los 522 beatificados. Un mes antes se habían acreditado un centenar de periodistas, pero finalmente hubo más de 400, de 90 medios de comunicación. Televisión Española dio señal institucional de la ceremonia de beatificación, que se retransmitió en directo por La 2 y a través de internet.
Asistieron entre 20 000 y 25 000 peregrinos, de lugares como Tortosa, Lérida, Barcelona, Bilbao, Cartagena, Ciudad Real, Madrid, Menorca o Teruel. Se desplegaron 7 595 sillas, y el resto de los peregrinos estuvieron de pie o se sentaron en el suelo o en sillas que llevaban. Para atenderlos se habilitó una Oficina del Peregrino las mañanas de lunes a viernes en el seminario.
Unos 300 autobuses y un millar de vehículos llegaron con el acto comenzado, debido a un atasco que se produjo porque varios vehículos no estaban acreditados y fueron parados en el control policial. A pesar de que varias informaciones apuntaban a que podría haber incidentes con los manifestantes provenientes de diversos lugares de España, que el día antes habían asistido a la manifestación del 12 de octubre en Barcelona, no hubo incidentes, protestas ni banderas.

## Consecuencias

### Críticas a la politización
Todas las voces que se pronunciaron públicamente sobre el acto antes, durante y después, reclamaron la no politización, tanto los partidarios como los detractores. La Iglesia defendió desde la presentación de la beatificación que no quería que el acto tuviera ninguna connotación política. El Arzobispado de Tarragona dijo que la intención era celebrar «una fiesta exclusivamente religiosa», porque «una beatificación no va contra nadie, es un acto religioso que no tiene nada que ver con la política, por mucho que algunos lo intenten». El presidente de la Conferencia Episcopal Española, Juan Antonio Martínez Camino, pidió que no hubiera banderas ni pancartas, porque «no es un acto político ni reivindicativo, es un acto religioso histórico». En el acto finalmente la presencia de banderas fue anecdótica, y entre los que hablaron no se hizo ninguna referencia al franquismo. Sí que hubo abundantes referencias al perdón y la reconciliación.

#### Favorables al acto
La Unión de Religiosos de Cataluña, que reúne las congregaciones a las que pertenecen el 80 % de los 522 mártires, emitió un comunicado el 3 de octubre reclamando respeto por la beatificación, porque «los errores históricos que se cometieron no pueden silenciar el grito generoso de unas personas que vivieron en su propia carne la bienaventuranza de los perseguidos por causa de Cristo», porque «ninguno de ellos mató». Los religiosos pidieron a la Conferencia Episcopal Española que trabajara por «remarcar la primacía de la fe y del amor, la sensibilidad por la pluralidad cultural y lingüística de las comunidades cristianas, la comunión eclesial, la sencillez y la simplicidad de las celebraciones, y también que lance un mensaje de cordialidad y de compromiso hacia la sociedad sin exclusiones».
Los curas de Tarragona Manuel M. Fuentes, Norbert Miracle y Armand Puig i Tàrrech expusieron en un artículo conjunto que «no se puede afirmar que los curas de Tarragona asesinados entre 1936 y 1939, en número de 143, fueran franquistas y españolistas. ¡Fueron muertos por ser curas y basta!», y dijeron que «si hubiera motivaciones políticas, fueran del color que fueran, ¡no se les beatificaría!». Defendieron que «su beatificación -de mártires- cierra heridas antiguas en nombre del Evangelio del bien y de la humildad». Pidieron a la Conferencia Episcopal Española que pidiera perdón por haber apoyado a Franco, tal y como hizo Juan Pablo II.
El abad de Montserrat, Josep Maria Soler i Canals, pidió una semana antes que «no se instrumentalicen los muertos a favor de ninguna opción política, nacionalista de un signo u otro, económica, ni de ninguna sensibilidad eclesial». Remarcó que este acto «no tiene otra finalidad que reconocer su fidelidad -de los mártires- a Jesucristo hasta la muerte, además de proponerles como modelo de coherencia en la fe», y que «no va contra nadie». La abadía de Montserrat cuenta con veinte monjes entre los mártires asesinados en 1936.

#### Contrarios al acto
El movimiento Procés Constituent a Catalunya emitió un comunicado oponiéndose al acto y considerándolo una injusticia hacia las víctimas republicanas que defendían las libertades democráticas. Esta posición hizo que el Arzobispado de Tarragona vetara una conferencia que la monja Teresa Forcades, impulsora del movimiento, debía celebrar una semana antes en Tarragona.
La asociación cristiana Església Plural advirtió que las beatificaciones podían convertirse en un acto de exaltación fascista y de nacionalismo español, y alertó de que grupos de extrema derecha, como la Asociación Cruz de San Andrés y la Liga Tradicionalista, estaban haciendo un llamamiento a la participación de sus simpatizantes.
El ayuntamiento de Altafulla rechazó el acto en un pleno celebrado el día 28 de septiembre de 2013 con la aprobación de un acuerdo en el que se consideran las beatificaciones ofensivas y un insulto a los represaliados por el franquismo, equiparándolas al revisionismo histórico; también rechazaba hacer ninguna aportación o mostrar ningún tipo de apoyo., Votaron a favor los grupos de Alternativa Altafulla-Entesa y Solidaridad; CiU e Independientes de Altafulla se abstuvieron; y el PP votó en contra.
La Candidatura de Unidad Popular (CUP) de Tarragona solicitó al pleno del ayuntamiento que el consistorio no se implicara en el acto, porque consideró que iba en contra del carácter laico de las instituciones públicas. También pidió replantear, por seguridad, la presencia de barcos de guerra estadounidenses, que el arzobispado asumiera todos los costes y que no se invitara a la Familia real española. También alertó de que el acto podía «herir la sensibilidad de aquellas personas y familiares que sufrieron las consecuencias del golpe de estado y la dictadura franquista y que aún esperan un reconocimiento y una restauración del lugar donde las sufrieron (Las Oblatas, la Antigua Audiencia, las fosas comunes del cementerio ...)».

### Actos de protesta
El 10 de octubre hubo una concentración de un centenar de personas de la Coordinadora para la Laicidad y la Dignidad, con 1700 firmas de apoyo y la adhesión de 59 entidades, según los organizadores. Acabó con la lectura de un manifiesto que entregaron en mano al arzobispo de Tarragona, Jaume Pujol, donde reclamaron a la Iglesia que reconozca la dignidad de todas las víctimas, que diga que el golpe de Estado de 1936 fue ilegal y que pida perdón por la proximidad al régimen franquista. El acto se había anunciado un mes antes cuando ICV, UGT, CCOO, las juventudes del PSC y de ICV-EUiA, el Ateneo Republicano de Tarragona y la Asociación de Víctimas de la Represión Franquista de Tarragona impulsaron la Coordinadora para la Laicidad y la Dignidad para expresar su rechazo a la beatificación, que consideraron un «acto político» y un «insulto a la memoria y a la historia». Durante la beatificación, unas 200 personas se concentraron en la montañita de la Oliva, donde se fusiló a cientos de republicanos. La portavoz criticó que en la beatificación la Iglesia no pidiera perdón por las víctimas del franquismo.
Un grupo de entidades de la izquierda anticapitalista, independentista, marxista y libertaria (los sindicatos Co.Bas y CGT, las organizaciones Arran, SEPC, Endavant, CUP, Revolta Global y la Red Socialista Unificada de Cataluña, y los colectivos locales Cau de Llunes, Brot Bord, Amigos del Che y Ateneu Llibertari Alomà) convocaron una manifestación en Tarragona con el lema «Contra el fascismo y la iglesia golpista» para el día 12 de octubre a las 18 h, con un recorrido desde la «estatua de los desnudos» en la Rambla Nova hasta la plaza de Poniente. Los colectivos dijeron que no son contrarios a las creencias religiosas ni al hecho de beatificar, sino a las «connotaciones fascistas» de los actos y la elección del mismo fin de semana del Día de la Hispanidad. El acto reunió a unas 500 personas.

### Críticas a las autoridades
A la beatificación asistieron el presidente de la Generalidad, Artur Mas, la vicepresidenta Joana Ortega y los consejeros Santi Vila, Ramon Espadaler y Josep Maria Pelegrí. También estuvo presente el ministro del Interior del Gobierno, Jorge Fernández Díaz, y el ministro de Justicia, Alberto Ruiz-Gallardón, así como el presidente del Congreso español, Jesús Posada. También estaba el alcalde de Tarragona, Josep Fèlix Ballesteros, el de Reus, Carles Pellicer, y el presidente de la Diputación de Tarragona, Josep Poblet, entre otros.
La presencia en la beatificación de algunos políticos fue criticada. El presidente de la Generalidad de Cataluña, Artur Mas, asistió al considerar que los mártires cristianos «eran víctimas inocentes», y los comparó con las víctimas inocentes de la violencia machista y política. La portavoz de Iniciativa per Catalunya Verds (ICV) en el Congreso español, Laia Ortiz, criticó su asistencia con el argumento de que «las instituciones deben ser laicas». El ministro de Justicia, Alberto Ruiz-Gallardón, también asistió al acto religioso. El diputado de IU, Gaspar Llamazares, consideró que el acto había sido un «acto político masivo» y criticó la presencia de Gallardón porque «no sabemos muy bien qué hacía».

### Petición de perdón
Varias personas y entidades habían pedido a la Iglesia una petición explícita de perdón. En la rueda de prensa de balance del acto, que tuvo lugar el 14 de octubre por la mañana, el arzobispo de Tarragona, Jaume Pujol, dijo que le sentaba mal que haya gente que se hubiese sentido dolida por la beatificación, y pidió «que no haya odio» y «que no caigamos en los tópicos». Por su parte, el portavoz de la Conferencia Episcopal Española, Juan Antonio Martínez Camino, reconoció que «los mártires cristianos no son las únicas víctimas» y pidió que el acto sirviera «para que nadie se olvide de ninguna víctima». También se mostró partidario de abrir fosas comunes.
El 15 de octubre, sobre la petición de algunos grupos en la Iglesia de pedir perdón por los crímenes del franquismo, Jaume Pujol dijo que «el papa Juan Pablo II ya pidió perdón en 2000 para toda la Iglesia. El papa hizo algo que no ha hecho nadie, porque estamos esperando que pidan perdón los que mataron toda esta gente, y eso no lo ha hecho nadie», antes de insistir en que los mártires «no estaban en ningún bando». Pujol también prometió a la Plataforma en Defensa de la Laicidad y la Dignidad que iría un día a la fosa común de Tarragona para dignificar los fusilados republicanos enterrados allí, pero criticó que «en la lista de la memoria histórica no estén mis sacerdotes ni mis obispos». La actitud «constructiva» de Pujol fue celebrada por diversos sectores.
Posteriormente, en una entrevista en TV3 el 20 de octubre de 2013, Pujol añadió que «los obispos catalanes no tenemos ningún inconveniente en pedir perdón», indicó que «es el momento de hacer estudio histórico a fondo sobre el papel de la Iglesia durante la República, la Guerra Civil y la dictadura de Franco», y dijo que tal como le había pedido la Coordinadora por la Laicidad y la Dignidad, había ido solo al cementerio para rezar por los difuntos que murieron en un lado y al otro. El mismo día y en el mismo sentido, el abad de Montserrat, Josep Maria Soler, dijo que si bien Juan Pablo II pidió perdón en 2000 y los obispos catalanes lo hicieron en 2011 en el documento «Al servicio de nuestro pueblo» , él volvía a pedir perdón durante una homilía. El cardenal arzobispo de Barcelona, Lluís Martínez Sistach, afirmó el 25 de octubre de 2013 que «por los errores que los miembros de la Iglesia hayamos podido cometer en un pasado más o menos lejano, los obispos humildemente pedimos perdón».

## Lista de mártires

### Por estado eclesial
La lista completa de 522 mártires incluye tres obispos (Lérida, Jaén y Tarragona), 82 sacerdotes (Ávila, Barcelona, Cartagena, Jaén, Madrid, Menorca y Tarragona), tres seminaristas (Tarragona y Jaén), 15 miembros de la Hermandad de Sacerdotes Operarios Diocesanos, 412 personas consagradas y siete personas laicas. Entre las 412 personas consagradas hay 74 hermanos de las Escuelas Cristianas, 66 hermanos maristas, 38 benedictinos, 33 capuchinos, 27 hijas de la Caridad, 24 hermanos de San Juan de Dios, 23 claretianos, 19 carmelitas de la antigua observancia, 19 hijos de la Sagrada Familia, 19 mercedarios, 14 paúles, 11 carmelitas descalzos, 9 mínimas, 6 redentoristas, 6 trinitarios, 5 religiosas de los Sagrados Corazones, 4 sirvientas de María, 4 hermanos carmelitas de la educación, 3 franciscanas misioneras de la Madre del Divino Pastor, 2 dominicos, 2 franciscanos, 2 orionistas, una calasancia y un jerónimo.

### Por causa
La Congregación para las Causas de los Santos propuso al papa la beatificación de los 522 fallecidos tras probar que murieron mártires a través de 33 causas o investigaciones. La más grande incluye a 147 cristianos y hay varias de una sola persona.
- Mariano Alcalá Pérez y 18 compañeros. Mercedarios de la provincia mercedaria de Aragón.
- Aurelia Arambarri Fuente y 3 compañeras de las Siervas de María Ministras de los Enfermos de Madrid.
- Manuel Basulto Jiménez y 5 compañeros del clero diocesano y los fieles laicos de Jaén.
- Manuel Borràs i Ferré, Agapito Modesto y 145 compañeros del clero y de los religiosos de la archidiócesis de Tarragona.
- Raymundo Joaquín Castaño González y José María González Solís, sacerdotes profesos, dominicos de Bilbao.
- Melchora Adoración Cortés Bueno y 14 compañeras de las Hijas de la Caridad de San Vicente de Paúl, de la Archidiócesis de Madrid.
- Antonio Faúndez López y 3 compañeros de los Frailes Menores Franciscanos y el clero de la Diócesis de Cartagena.
- Teófilo Fernández de Legaria Goñi y 4 compañeros de la Congregación de los Sagrados Corazones de Jesús y María (Picpus).
- María Montserrat García Solanas y 9 compañeras de las monjas Mínimas y los fieles laicos de Barcelona.
- Ricardo Gil Barcelona, sacerdote profeso, e Isidoro Antonio Arrue Peiro, laico postulando, de los orionistas de Valencia.
- Andrés González de Palazuelo y 31 compañeros de los Capuchinos Franciscanos de Madrid, Asturias, Cantabria, Málaga y Alicante.[72]
- Crisanto González García, Aquilino Barón Riera, Cipriano José Iglesias Bañuelos, Guzmán Becerril Merino y 64 compañeros, maristas de la Enseñanza de las diócesis de Madrid y Cuenca.
- María Assumpta González Trujilano y 2 compañeras de las Franciscanas Misioneras de la Madre del Divino Pastor, Madrid.
- José Xavier Gorosterratzu Jaunarena y 5 compañeros de los Redentoristas de Cuenca.
- Josep Guardiet i Pujol, sacerdote de la Archidiócesis de Barcelona.
- Joan Huguet Cardona, sacerdote de la diócesis de Menorca.
- Salvio Huix Miralpéix, obispo de Lérida.
- Mauricio Iñiguez de Heredia Alzola, y 23 compañeros de los Hospitalarios de San Juan de Dios de Madrid, Barcelona, Valencia y Málaga.
- Hermenegildo Iza Aregita de la Asunción y 5 compañeros de las Trinitarias de Ciudad Real.
- Joaquín Jovaní Marín y 14 compañeros de los Sacerdotes Operarios Diocesanos del Sagrado Corazón de Jesús, Tortosa.
- Alberto María Marco Alemán, Agustín María García Tribaldos y 23 compañeros de los Carmelitas de la Antigua Observancia y Hermanos de La Salle de Madrid.
- Josefa Martínez Pérez y 12 compañeras de las Hijas de la Caridad de San Vicente de Paúl y fieles laicos de Valencia.
- José Máximo Moro Briz y 4 compañeros del clero diocesano de Ávila.
- Carmelo Moyano Linares y 9 compañeros de las Carmelitas de la Antigua Observancia de Córdoba.
- José Nadal Guiu y José Jordán Blecua, sacerdotes de la diócesis de Lérida.
- Mauro Palazuelos Maruri y 17 compañeros de los Benedictinos del Pueyo.
- Jaume Puig Mirosa y 19 compañeros de los Hijos de la Sagrada Familia y un fiel laico de Cataluña.
- José María Ruiz Cano, Jesús Aníbal Gómez y Gómez, Tomás Cordero y Cordero y 13 compañeros de Sigüenza.
- Manuel Sanz Domínguez de la Sagrada Familia, sacerdote profeso, jerónimo, restaurador.
- Orencio Luis Solá Garriga y 19 compañeros, junto con Antonio Mateo Salamero de Hermanos de La Salle, clero diocesano y los fieles laicos de Madrid.
- Victoria Valverde González, religiososa profesa, Calasancia Instituto Calasancio Hijas de la Divina Pastora, Jaén.
- Fortunato Velasco Tobar y 13 compañeros de la Congregación de la Misión (Vicentinos), de Madrid y otros.
- Juana Jesús Vilaregut Farre y 4 compañeras de las Carmelitas Descalzas y del clero diocesano, Lérida.

### Por provincia de nacimiento
Esta lista no es exhaustiva.
- Alicante
  - Tomàs Carbonell i Miquel (Jijona, 1888 - Lérida, 1936), sacerdote mercedario.
- Álava
  - Pedro de San Elías (Pedro Heriz y Aguiluz), nacido (02/22/1867) en Barajuen-Aramayona (Álava), asesinado (11/11/1936) en Torredembarra, de los carmelitas descalzos.
- Ávila
  - Manuel Basulto Jiménez (Adanero, 17 de mayo de 1869 - Puente de Vallecas, 12 de agosto de 1936), obispo español.
- Barcelona
  - Josep Guardiet i Pujol (Manlleu, 21 de junio de 1879 - Barcelona, 3 de agosto de 1936), rector de Rubí, entre otros.
  - Josep Colom Alsina, nacido (08/10/1907) en Suria (Barcelona), asesinado (04/08/1936) en Vallmoll, sacerdote.
  - Jaume Codina Casellas, nacido Aguilar de Segarra, 1901 - asesinado en Estercuel, 1936, hermano cooperador mercedario.
  - Joan Roca i Vilardell, nacido (08/13/1905) en Gurb (Vic), asesinado (11/11/1936) en Torredembarra.
  - Pius Salvans i Corominas, nacido (01/02/1878) en Santa María de la Guardia (Barcelona), asesinado (03/09/1936) en Mollerusa (Lérida).
  - Miquel Vilatimó i Costa, nacido (10/24/1888) en Vic (Barcelona), asesinado (07/26/1936) en Tarragona.
  - Fulgenci Albareda i Ramoneda (Jero), nacido (06/13/1888) en Barcelona, asesinado (20/12/1936) en la checa San Elías de Barcelona, benedictino de Montserrat.
  - Hildebrand Maria Casanovas i Vilà (Luis), nacido (01/21/1918) en Balenyá (Barcelona), asesinado (07/28/1936) en Montcada (Barcelona), benedictino de Montserrat.
  - Ildefons Civil i Castellví (Aleix), nacido (11/01/1889) en Molins de Rey (Barcelona), asesinado (07/25/1936) en Monistrol de Montserrat (Barcelona), benedictino de Montserrat.
  - Odili Maria Costa i Canal (Joan), nacido (12/13/1905) en Vic (Barcelona), asesinado (28/07/1936) en Barcelona, benedictino de Montserrat.
  - Josep Maria Fontserè i Masdeu, nacido (10/30/1854) en Viñolas de Oris (Barcelona), asesinado (08/19/1936) en Pedralbes (Barcelona), benedictino de Montserrat.
  - Emilià Maria Guilà i Ximenes (Ignasi), nacido (04/04/1914) en Mataró (Barcelona), asesinado (08/19/1936) en Pedralbes (Barcelona), benedictino de Montserrat.
  - Àngel Maria Rodamilans i Canals, nacido (01/05/1874) en Sabadell (Barcelona), asesinado (07/27/1936) en Sabadell, benedictino de Montserrat.
  - Francesc Maria de Paula Sánchez i Soler, nacido (08/25/1880) en Barcelona, asesinado (07/25/1936) en Molins de Rey (Barcelona), benedictino de Montserrat.
  - Pere Villamitjana i Abarca, nacido (19/05/1875) en Barcelona, asesinado (02/21/1937) en Sardañola del Vallés (Barcelona), benedictino de Montserrat.
  - Bernat Vendrell i Olivella (Jaume), nacido (29/06/1878) en Ordal (Barcelona), asesinado (23/07/1936) en Monistrol de Montserrat (Barcelona), benedictino de Montserrat.
  - Narcís Maria Vilar i Espona (Pere), nacido (08/07/1916) en Balenyá (Barcelona), asesinado (07/29/1936) en Monistrol de Montserrat (Barcelona), benedictino de Montserrat.
  - Frederic Vilà i Bartolí, nacido (03/03/1884) en Brull (Barcelona), asesinado (11/11/1936) en Torredembarra, de los misioneros del Corazón de María.
  - Agapit Modest (Modest Pamplona Falguera), nacido (06/17/1907) en Berga (Barcelona), asesinado (08/28/1936) en La Canonja (Tarragona), de los Hermanos de las Escuelas Cristianas.
- Burgos
  - Elipio de Santa Teresa (Felipe Arce Fernández), nacido (10/16/1878) en Arroyo de Valdivieso (Burgos), asesinado (11/11/1936) en Torredembarra, de los carmelitas descalzos.
  - Alejandro Antonio (Alejandro Arraya Caballero), nacido (29/05/1908) en el Monasterio de la Rodilla (Burgos), asesinado (07/31/1936) en Tarragona, de los Hermanos de las Escuelas Cristianas.
  - Alfonso Bernabé (Bernabé Núñez Alfonso), nacido (06/11/1902) en Santa María del Invierno (Burgos), asesinado (07/31/1936) en Tarragona, de los Hermanos de las Escuelas Cristianas.
  - Anastasio Lucas (Lucas Martín Puente), nacido (09/20/1908) en Castroceniza (Burgos), asesinado (09/19/1936) en Tarragona, de los Hermanos de las Escuelas Cristianas.
  - Buenaventura Pío (Pío Ruiz de la Torre), nacido (07/09/1909) en Fresno de Rodilla (Burgos), asesinado (01/09/1936) en Tortosa
  - Daniel Antonio (Nicolás Rueda Barriocanal), nacido (09/10/1894) en Quintanavides (Burgos), asesinado (08/28/1936) en La Canonja (Tarragona)
  - Eladio Vicente (Cesáreo España Ortiz), nacido (25/02/1886) en Pancorbo (Burgos), asesinado (08/28/1936) en La Canonja (Tarragona)
  - Julio Alameda Camarero, nacido (05/28/1911) en Castroceniza (Burgos), asesinado (11/11/1936) en Torredembarra, de la Fraternidad Terciaria Carmelitana de la Enseñanza.
  - Tomás Campo Marín, (Mahamud, 1879 - Lérida, 1936), sacerdote mercedario.
  - Amancio Marín Mínguez (Celada del Camino, 1908 - Binéfar de Huesca, 1936), sacerdote mercedario.
- Castellón
  - Miguel Grau Antolí, nacido (11/22/1869) en Herbés (Castellón), asesinado (08/25/1936) en Valls
  - Vicente de la Cruz (Vicente Gallén Ibáñez), nacido (29/09/1908) en Vallat (Castellón), asesinado (07/25/1936) en el puerto de Tarragona, de los carmelitas descalzos.
  - Alejandro Juan (Fermín Gellida Cornelles), nacido (10/06/1889) en Benicarló (Castellón), asesinado (08/18/1936) en Vinaroz (Castellón), de los Hermanos de las Escuelas Cristianas.
  - Clemente Adolfo (Juan Clemente Vea Balaguer), nacido (06/09/1898) en La Jana (Castellón), asesinado (08/15/1936) en San Mateo (Castellón).
  - Elías Paulino (Javier Ángel Pradas Vidal), nacido (03/20/1896) en Culla (Castellón), asesinado (28.081936) en La Canonja (Tarragona).
  - Exuperio (Miguel Alberto Flos), nacido (11/12/1881) en Benicarló (Castellón), asesinado (08/15/1936) en Vinaroz (Castellón).
  - Justino Gabriel (Gabriel Albiol Llueve), nacido (03/23/1910) en Peñíscola (Castellón), asesinado (08/11/1936) en Peñíscola.
  - Luis Alberto (Ildefonso Alberto Flos), nacido (02/26/1880) en Benicarló (Castellón), asesinado (08/15/1936) en Benicarló.
  - Rafael José (Patricio Gellida Llorach), nacido (03/16/1871) en Benicarló (Castellón), asesinado (08/14/1936) en Benicarló.
- Gerona[74]
  - Salvio Huix Miralpéix (Santa Margarita de Vallors, municipio de San Hilario Sacalm, La Selva, 22 de diciembre de 1877 - Lérida, 5 de agosto de 1936), obispo catalán.
  - Narcís Feliu i Costa, nacido (09/01/1877) en Pineda (Gerona), asesinado (07/28/1937) en Tarragona.
  - Ambrosi Maria Busquets Creixell (Agustí), nacido (06/07/1903) en Torroella de Montgrí (Gerona), asesinado (19/08/1936) en la Cruz de Pedralbes (Barcelona), benedictino de Montserrat.
  - Plàcid Maria Feliu Soler (Càndid), nacido (01/11/1904) en San Mori (Gerona), asesinado (19/08/1936) en Pedralbes (Barcelona), benedictino de Montserrat.
  - Carmel de Colomes (Enric Salvà Ministral), nacido (03/21/1874) en Colomés (Gerona), asesinado (08/25/1936) en Valls, capuchino.
  - Anselm Fèlix, (Modest Godó Buscató), nacido (12/01/1879) en Selva de Mar (Gerona), asesinado (08/28/1936) en La Canonja (Tarragona).
  - Arnold Ciril (Joan Font Taulat), nacido (07/01/1890) Viladamat (Gerona), asesinado (01/23/1937) en Lérida.
  - Benilde Josep (Francesc Casademunt Ribas), nacido (02/05/1872) en Llufríu (Gerona), asesinado (08/26/1936) en Valls.
  - Faust Lluís (Josep Maria Tolaguera Oliva), nacido (14/03/1904) en La Escala (Gerona), asesinado (26/08/1936) en Tarragona.
  - Pere Sisterna i Torrent (Elm Miquel), (Llagostera, 21 de marzo de 1878 - Tarragona, 26 de agosto de 1936), hermano de las escuelas cristianas.
  - Gilbert de Jesús (Josep Boschdemont Mitjavila), nacido (08/11/1880) en Cassá de la Selva (Gerona), asesinado (11/11/1936) en Torredembarra.
  - Jacint Jordi (Josep Camprubí Corrubí), nacido (22/02/1888) en Palmerola (Gerona), asesinado (08/28/1936) en La Canonja (Tarragona).
  - Francesc Mitjà i Mitjà, (Arbucias, 1874 - Matamargó de Lérida, 1936), hermano cooperador mercedario.
- Guipúzcoa
  - Eugenio María Erausquin Aramburu (José), nacido (21/10/1902) en Lezcano (Guipúzcoa), asesinado (08/19/1936) en la Cruz de Pedralbes (Barcelona), benedictino de Montserrat.
- La Rioja
  - Clemente Faustino (Hernán José Fernández Sáenz) nacido (04/06/1915) en Logroño (La Rioja), asesinado (09/19/1936) en Tarragona.
  - León Alesanco Maestro (Luis Gonzaga) nacido (06/22/1882) en San Millán de la Cogolla (Logroño), asesinado (11/30/1936) en Barcelona, benedictino de Montserrat.
  - Domingo González Millán (Cipriano), nacido (16/09/1880) en La Losilla (Logroño), asesinado (08/19/1936) en Pedralbes (Barcelona), benedictino de Montserrat.
- Lérida
  - Joan Vilaregut Farré (Joan de Jesús).
  - Josep Nadal i Guiu, sacerdote diocesano.
  - Enric Morante Chic, (Lérida, 1896 - Lérida, 1936), sacerdote mercedario.
  - Josep Reñé Prenafeta (Lérida, 1903 - Barcelona, 1936), sacerdote mercedario.
  - Magí Albaigès Escoda (Albí, 23/05/1889 - Tarragona, 08/20/1936) sacerdote.
  - Joaquim Balcells Bosch, nacido (09/16/1900) en Espluga Calva (Lérida), asesinado (03/09/1936) en Fontscaldes, sacerdote.
  - Josep Civit Timoneda, nacido (12/21/1874) en Omélls de Nagaya (Lérida), asesinado (07/26/1936) en Reus, sacerdote.
  - Jeroni Fàbregas Camí, nacido (12/05/1910) en Espluga Calva (Lérida), asesinado (01/21/1939) en Selma, sacerdote.
  - Agapit Gorgues Manresa, nacido (04/06/1913) en Cerviá de Garrigues (Lérida), asesinado (10/23/1936) en Cervià (Lérida).
  - Ramon Martí Amenós, nacido (01/11/1905) en Vallbona de las Monjas (Lérida), asesinado (12/08/1936) en Falset.
  - Eladi Perés Bori, nacido (03/26/1883) en Maldá (Lérida), asesinado (agosto de 1936) en Reus.
  - Antoni Prenafeta Soler, nacido (04/07/1874) en Vilosell (Lérida), asesinado (08/22/1936) en Valls.
  - Miquel Rué Gené, nacido (12/13/1909) en Cerviá de Garrigues (Lérida), asesinado (08/17/1936) en la riera de Maspujols (Reus).
  - Sebastià Tarragó Cabré, nacido (07/21/1879) en Vinaixa (Lérida), asesinado (01/08/1936) en Poboleda.
  - Robert Grau Bullich (Joan), nacido (04/14/1895) en Coll de Nargó (Lérida), asesinado (01/05/1937) en la checa San Elías de Barcelona, benedictino de Montserrat.
  - Lluís Palacios Lozano, nacido (08/25/1893) en Ager (Lérida), asesinado (11/30/1936) en Barcelona, benedictino de Montserrat.
  - Joan Roca Bosch, nacido (07/11/1884) en Guisona (Lérida), asesinado (08/19/1936) en Pedralbes, Barcelona, benedictino de Montserrat.
  - Jaume Mir Vime, nacido (12/21/1889) en Ciutadilla (Lérida), asesinado (07/29/1936) en Tarragona, los misioneros del Corazón de María.
  - Antoni Vilamasana Carulla, nacido (01/28/1860) en Masoteras (Lérida), asesinado (25/08/1936) en Valls, de los misioneros del Corazón de María.
  - Sebastià Balcells Tonijuan, nacido (03/12/1885) en Fuliola (Lérida), asesinado (08/15/1936) en Sierra de Almenara (Murcia), de los misioneros del Corazón de María.
  - Antoni Capdevila Balcells, nacido (02/27/1894) en Espluga Calva (Lérida), asesinado (07/24/1936) en Vimbodí (Tarragona), de los misioneros del Corazón de María.
  - Leonci Joaquim (Joaquim Pallerola Feu) nacido (07/02/1892) en Seo de Urgel (Lérida), asesinado (01/09/1936) en la riera de Alforja (Reus).
  - Magí Pere (Francesc Salla Saltó), nacido (03/09/1918) en Omélls de Nagaya (Lérida), asesinado (30/07/1938) en Juncosa (Lérida).
  - Isidre Tarsà Giribets, nacido (02/03/1866) en Fontenet (Lérida), asesinado (11/11/1936) en Torredembarra, de la Fraternidad Terciaria Carmelitana de la Enseñanza.
- Lorca
  - Lorenzo Moreno Nicolás (Lorca, 1899 - Lorca, 1936), sacerdote mercedario.
- Mallorca
  - Jesús Eduard Massanet i Flaquer (Capdepera, 1899 - Lérida, 1936), sacerdote mercedario.
- Orense
  - Antonio González Penín (Celanova, 1864 - Barcelona, 1936), hermano cooperador mercedario.
- Palencia
  - Augusto María (Arsenio Merino Miguel), nacido (12/12/1894) en San Cebrián de Mudá (Palencia), asesinado (octubre 1936) en Catllar (Tarragona).
  - Honorio Sebastián (Sebastián Obeso Alario), nacido (12/12/1910) en Añoza (Palencia), asesinado (09/19/1936) en Tarragona.
- Salamanca
  - Damián de la Santísima Trinidad (Damián Rodríguez Pablos), nacido (05/18/1896) en Pedroso de la Armuña (Salamanca), asesinado (11/11/1936) en Torredembarra, de los carmelitas descalzos.
- Tarragona
  - Manuel Borràs i Ferré (La Canonja, Tarragona, 9 de septiembre de 1880 - Coll de Lilla, Montblanch, 12 de agosto de 1936), obispo catalán.
  - Francesc Llagostera Bonet (Valls, 1883 - Lérida, 1936), sacerdote mercedario.
  - Ramon Artiga Aragonés, nacido (10/11/1880) en Mont-roig del Camp, asesinado (08/13/1936) en Borjas del Campo, sacerdote.
  - Josep Badia Minguella, nacido (18/09/1836) en Salomó, asesinado (08/13/1936) en Reus, sacerdote.
  - Pau Bertran Mercadé, nacido (01/21/1875) en Creixell, asesinado (06/08/1936) en Torredembarra, sacerdote.
  - Jocund Bonet Mercadé, nacido (10/03/1875) en Tarragona, asesinado (08/14/1936) en Reus, sacerdote.
  - Josep Bru Boronat, nacido (16/06/1883) en Montroig del Campo, asesinado (07/27/1936) en Viñols y Archs, sacerdote
  - Josep Bru Ralduà, nacido (10/27/1870) en Montroig del Campo, asesinado (11/11/1936) en Viñols y Archs, sacerdote.
  - Tomàs Capdevila Miquel, nacido (01/22/1903) en Forés, asesinado (06/09/1936) en Torredembarra, sacerdote.
  - Joan Baptista Cero Cedó, nacido (10/20/1908) en Flix, asesinado en Barcelona (08/16/1936), sacerdote.
  - Magí Civit Roca, nacido (07/03/1871) en Conesa, asesinado (08/17/1936) en la riera de Maspujols (Reus), sacerdote.
  - Francesc Company Tarrelles, nacido (10/23/1886) en Rocallaura, asesinado (02/08/1936) en Tarragona, sacerdote.
  - Lluís Domingo Mariné, nacido (05/10/1911) Morell, asesinado (05/08/1936) en Rodoñá, sacerdote.
  - Isidre Fàbregas Gils, nacido (01/07/1878) en Puigpelat, asesinado (08/28/1936) en Reus.
  - Pere Farrés Valls, nacido (05/10/1903) en Santa Coloma de Queralt, asesinado (08/25/1936) en Valls.
  - Joan Farriol Sabaté, nacido (10/03/1868) en Montblanch, asesinado (05/22/1936) en Tarragona.
  - Pau Figuerola Rovira, nacido (12/08/1870) en Espluga de Francolí, asesinado (08/12/1936) Vinaixa (Lérida).
  - Josep Gassol Montseny, nacido (03/31/1915) en Solivella, asesinado (02/12/1937) en Sarral.
  - Josep Garriga Ferrer, nacido (03/10/1872) en Cabra del Campo, asesinado (07/24/1936) en Reus.
  - Joan Gibert Galofré, nacido (05/14/1880) en Riera de Gayá, asesinado (05/08/1936) en Montblanch.
  - Pau Gili Pedrós, nacido (01/29/1912) en Omellons (Lérida), asesinado (07/26/1936) en Tarragona.
  - Enric Gispert Domènech, nacido (11/09/1879) en Riudoms, asesinado (04/06/1937) en Barcelona.
  - Josep Gomis Martorell, nacido (12/17/1894) en Reus, asesinado (04/06/1937 en Barcelona.
  - Agustí Ibarra i Anguela, nacido (02/03/1911) en Alió, asesinado (08/15/1936) en Barcelona.
  - Lluís Janer Riba, nacido (03/04/1880) en Pontils, asesinado (07/23/1936) en Tarragona.
  - Dalmaci Llebaria Torné, nacido (05/10/1877) en Falset, asesinado (08/22/1936) en Tarragona.
  - Josep Mañé March, nacido (10/25/1876) Morell, asesinado (08/17/1936) en Reus.
  - Rafael Martí Figueras, nacido (04/12/1878) en Tarragona, asesinado (07/30/1936) en Tarragona.
  - Josep Masquef Ferrer, nacido (05/11/1872) en Tarragona, asesinado (07/26/1936) en Tarragona.
  - Francesc Mercadé Rendé, nacido (03/25/1881) en Roda de Barà, asesinado (04/08/1936) en La Secuita.
  - Josep Mestre Escoda, nacido (12/02/1899) en Dosaiguas, asesinado (03/17/1937) a la checa San Elías (Barcelona).
  - Aleix Miquel Rosell, nacido (11/10/1882) en el Pla de Cabra (hoy el Pla de Santa Maria), asesinado (07/26/1936) en Tarragona.
  - Joan Montpeó Masip, seminarista, nacido (31/10/1918) en Borjas del Campo, asesinado (05/15/1938) en el arroyo de Riudecols.
  - Antoni Nogués Martí, nacido (01/20/1876) en Montroig del Campo, asesinado (12/08/1936) en Falset.
  - Josep Padrell Navarro, nacido (03/08/1898) en Pobla de Mafumet, asesinado (08/09/1936) en Barcelona.
  - Josep M. Panadès Terré, nacido (04/09/1872) en Tarragona, asesinado (08/25/1936) en Valls.
  - Antoni Pedró Minguella, nacido (22/03/1874) en Guimerá, asesinado (08/19/1936) en Belianes (Lérida).
  - Andreu Prats i Barrufet, nacido (07/08/1886) en Selva del Campo, asesinado (08/13/1936) en Reus.
  - Pere Rofes Llauradó, nacido (05/31/1909) en Tarragona, asesinado (08/13/1936) en Borjas del Campo.
  - Joan Rofes Sancho, nacido (28/02/1876) en la Torre de Fontaubella, asesinado (08/12/1936) en la Torre de Fontaubella.
  - Pau Rosselló Burgueres, nacido (09/05/1895) en Vimbodí, asesinado (07/26/1936) en la carretera de Tarragona en Reus.
  - Josep Rosselló Sans, nacido (24/09/1883) en Montblanch, asesinado (08/22/1936) en Tarragona.
  - Miquel Saludes Ciuret, nacido (04/26/1867) en Alforja, asesinado (11/11/1936) en Torredembarra.
  - Josep Maria Sancho Toda, nacido (20/03/1909) en la Torre de Fontaubella, asesinado (08/12/1936) en la Torre de Fontaubella.
  - Jaume Sanromà Solé, nacido (04/11/1879) en Vilavert, asesinado (07/24/1936) en Solivella.
  - Estanislau Sans Hortoneda, nacido (06/08/1887) en Maspujols, asesinado (23/08/1936) en Montbrió de Tarragona.
  - Lluís Sans Viñas, nacido (06/22/1887) en Montblanch, asesinado (08/10/1936) en el Coll de Lilla.
  - Jaume Tarragó Iglesias, nacido (12/19/1868) en Solivella, asesinado (28/08/1936) en Torredembarra.
  - Joan Tomàs Gibert, nacido (11/18/1902) en Valls, asesinado (08/28/1936) en Salardú (Lérida).
  - Isidre Torres Balcells, nacido (11/27/1874) en Blancafort, asesinado (08/24/1936) en Montblanch.
  - Joan Vernet Masip, nacido (05/28/1889) en la Vilella Alta, asesinado (08/21/1936) en Juncosa (Lérida).
  - Francesc Vidal Sanuy, nacido (07/09/1867) en Montpalau (Cervera, Lérida), asesinado (07/26/1936) en Tarragona.
  - Pau Virgili Monfà, nacido (08/08/1869) en Valls, asesinado (05/08/1936) en Montblanch.
  - Francesc Vives Antich, nacido (03/22/1876) en Valls, asesinado (06/08/1936) en Torredembarra.
  - Àngel de Sant Josep (Joan Font Rius), nacido (20/10/1896) en Espluga de Francolí, asesinado (07/25/1936) en Tarragona, de los carmelitas descalzos.
  - Carles de Jesús Maria (Carles Barrufet Tost), nacido (04/09/1888) en Selva del Campo, asesinado (08/12/1936) en la carretera de Reus a Montblanch, los carmelitas descalzos.
  - Josep Cecili de Jesús Maria (Josep Alberich Lluch), nacido (02/07/1865) en Benicarló (Castellón), asesinado (11/11/1936) en Torredembarra, de los carmelitas descalzos.
  - Josep Maria Jordà Jordà nacido (11/17/1884) en Tarragona, asesinado (07/26/1936) en Tarragona, benedictino de Montserrat.
  - Pau Castellà Barberà, nacido (03/05/1861) en Selva del Campo, asesinado (09/26/1936) en Reus, los misioneros del Corazón de María.
  - Andreu Feliu Bartomeu, nacido (15/09/1840) en Selva del Campo, asesinado (09/26/1936) en Reus, los misioneros del Corazón de María.
  - Benet Joan (Joan Baptista Urgell Coma), nacido (05/10/1906) en Villalba de los Arcos (Tarragona), asesinado (08/07/1936) en Corbera de Ebro (Tarragona).
  - Fulbert Jaume (Jaume Jardí Vernet), nacido (07/05/1901) en Vandellòs, asesinado (08/10/1936) en Tivisa.
  - Hug Bernabé (Francesc Trullén Gilisbarts), nacido (20/01/1895) en Roquetas (diócesis de Tortosa), asesinado (01/09/1936) en la riera de Alforja (Reus).
  - Lluís Domingo Oliva, nacido (01/11/1892) en Reus, asesinado (11/11/1936) en Torredembarra, de la Fraternidad Terciaria Carmelitana de la Enseñanza.
  - Bonaventura Toldrà Rodon, nacido (03/31/1896) en el Pla de Santa María, asesinado (11/11/1936) en Torredembarra, de la Fraternidad Terciaria Carmelitana de la Enseñanza.
- Teruel
  - José Trallero Lou (Oliete, 1903 - Estercuel, 1936), hermano cooperador mercedario.
  - Francisco Gargallo Gascón (Castellote, 1872 - Muniesa, 1936), sacerdote mercedario.
  - Manuel Sancho Aguilar (Castellote, 1874 - Muniesa, 1936), sacerdote mercedario.
  - Mariano Alcalá Pérez (Andorra, 1867 - Andorra, 1936), sacerdote mercedario.
  - Mariano Pina Turón (Híjar, 1867 - Muniesa, 1936), sacerdote mercedario.
  - Pedro Esteban Hernández (Híjar, 1869 - Híjar, 1936), hermano cooperador mercedario.
  - Antonio Lahoz Gan (Híjar, 1858 - Híjar, 1936), hermano cooperador mercedario.
  - Serapio Sanz Iranzo (Muniesa, 1879 - Lérida, 1936), hermano cooperador mercedario.
  - Andrés Sergio (Andrés Pradas Lahoz), nacido (11/30/1908) en La Hoz de la Vieja (Teruel), asesinado (08/19/1936) en Tortosa, de los Hermanos de las Escuelas Cristianas.
- Zaragoza
  - Ángel Amado (Maximiano Fierro Pérez), nacido (21.08.1905) en Alfamén (Zaragoza), asesinado (01/09/1936) en Tortosa.
  - Nicolás Adriano (Juan Antonio Pérez Rodrigo), nacido (01/27/1914) en Retascón (Zaragoza), asesinado (09/18/1936) en Tarragona.